# Double Jeu (série télévisée)
Pour les articles homonymes, voir Double Jeu.
Double Jeu  (Unter Verdacht) est une série télévisée policière allemande. En France, la série est diffusée sur Arte.

## Synopsis
Le Dr Eva Maria Prohacek fait partie de la police des polices de Munich.

## Distribution
- Senta Berger (VF : Évelyn Séléna) : Dr Eva Maria Prohacek
- Rudolf Krause : André Langner
- Gerd Anthoff (VF : Bernard Alane) : Dr Claus Reiter
- Thommy Schwimmer : Cem (2002-2005)

## Liste des épisodes
| Numéro | Titre                                                 | Date de diffusion (Allemagne) |
| ------ | ----------------------------------------------------- | ----------------------------- |
| 1      | L'Intrigue (Verdecktes Spiel)                         | 2 août 2002                   |
| 2      | Une partie de campagne (Eine Landpartie)              | 15 février 2003               |
| 3      | La Folie des sommets (Gipfelstürmer)                  | 23 avril 2004                 |
| 4      | Les Meilleurs Amis (Beste Freunde)                    | 3 septembre 2004              |
| 5      | Le Carrousel financier (Das Karussell)                | 3 juin 2005                   |
| 6      | Accident de plongée (Willkommen im Club)              | 8 avril 2006                  |
| 7      | Atemlos                                               | 18 novembre 2006              |
| 8      | Ein neues Leben                                       | 30 décembre 2006              |
| 9      | La Mouche et le Renard (Hase und Igel)                | 10 août 2007                  |
| 10     | L'Argent des autres (Das Geld anderer Leute)          | 23 novembre 2007              |
| 11     | L'Art de la vengeance (Brubeck)                       | 29 août 2008                  |
| 12     | La Mauvaise Cible (Die falsche Frau)                  | 10 octobre 2008               |
| 13     | L'écolier meurtri (Der schmale Grat)                  | 14 août 2009                  |
| 14     | L'œil électronique (Tausend Augen)                    | 20 novembre 2009              |
| 15     | Infiltré chez les ripoux (Laufen und Schießen)        | 10 décembre 2010              |
| 16     | Le Retour (Rückkehr)                                  | 13 mai 2011                   |
| 17     | Une mer de larmes (Die elegante Lösung)               | 4 novembre 2011               |
| 18     | Donnant, donnant (Persönliche Sicherheiten)           | 16 décembre 2011              |
| 19     | Le Sang de la terre (Das Blut der Erde)               | 11 janvier 2013               |
| 20     | Pas de pardon (Ohne Vergebung)                        | 25 octobre 2013               |
| 21     | Ne détourne pas le regard (Türkische Früchtchen)      | 8 novembre 2013               |
| 22     | Le Chemin des anges (Mutterseelenallein)              | 11 avril 2014                 |
| 23     | Zone grise (Grauzone)                                 | 13 mars 2015                  |
| 24     | Le Fait du prince (Ein Richter)                       | 23 octobre 2015               |
| 25     | La Mafia du béton (Betongold)                         | 5 février 2016                |
| 26     | L'onde de choc partie 1 (Verlorene Sicherheit teil 1) | 4 mai 2017                    |
| 27     | L'onde de choc partie 2 (Verlorene Sicherheit teil 2) | 4 mai 2017                    |
| 28     | Le bien et le mal (Die Guten und die Bösen)           | 10 novembre 2017              |
| 29     | À armes inégales (Verschlusssache)                    | 12 janvier 2018               |
| 30     | Le dernier rapport d'Eva (Evas letzter Gang)          | 25 octobre 2019               |